# 901
| 901                |
| ------------------ |
| Dødsfald - Fødsler |
|                    |

| Gregoriansk kalender | 901 CMI                 |
| Ab urbe condita      | 1654                    |
| Armensk kalender     | 350 ԹՎ ՅԾ               |
| Kinesiske kalender   | 3597 – 3598 庚申 – 辛酉 |
| Etiopisk kalender    | 893 – 894               |
| Jødisk kalender      | 4661 – 4662             |
| Hindukalendere       |                         |
| - Vikram Samvat      | 956 – 957               |
| - Shaka Samvat       | 823 – 824               |
| - Kali Yuga          | 4002 – 4003             |
| Iransk kalender      | 279 – 280               |
| Islamisk kalender    | 288 – 289               |

Se også 901 (tal), havnebus 901